# رجال عميان وفيل

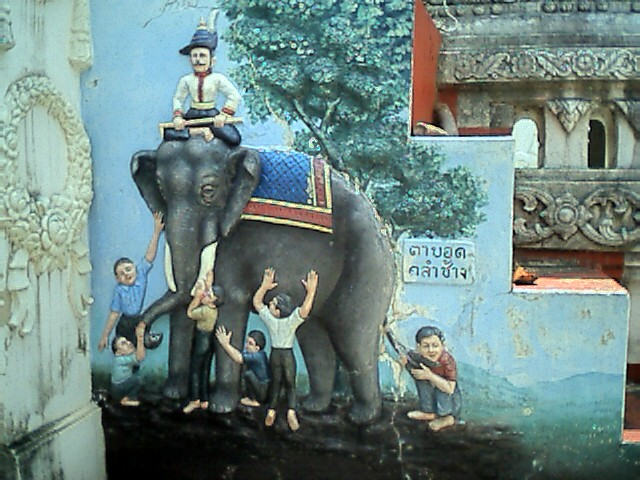
لوحة تصور العميان والفيل.

تعود قصة العميان والفيل إلى شبه قارة الهند وانتشرت من هناك. استخدمت القصة لتصوير العديد من الحقائق و المغالطات، حيث تشير القصة إلى أنه على الرغم من اعتقاد شخص ما بأن تجربته حقيقية، إلا أن هذه التجربة قد تفشل في إقناع الآخرين بذات الحقيقة. تأتي هذه التجربة من أنه إذا أتيح لمجموعة من الأشخاص المكفوفين وصف فيل، فإن كل شخص منهم سيقوم بلمس جزء منه ووصف الفيل بناء على ما يستشعره.